# Isla Zacate Grande
La Isla Zacate Grande es una Isla volcánica, un Volcán extinto en Honduras, que posee un largo de siete kilómetros y un ancho de diez km, y está rodeado de siete islas más pequeñas.
En la isla, siete de las 13 Aldeas (conocidas como pueblos o barrios) son de la ciudad Amapala. Estos se subdividen caseríos, Las Aldeas de la isla (con la población según el censo de 2001) son:
El Volcán de Zacate Grande forma las islas anchas y bajas, de 7 x 10 km., al final del borde de una península rodeada por tres lados por el Golfo de Fonseca y la Bahía Chismuyo. Al menos siete conos satélites -algunos forman islas pequeñas fuera de la costa- están situados al NE y SE de la base del estratovolcán basáltico de 640 m de altitud. Algunos de ellos, incluyendo el cono simétrico del Isla Guenguesi, se localiza a 3 km al este de la base de Zacate Grande, y es probablemente de edad Holocénica . En contraste con el vecino Volcán Isla El Tigre en el sur, Zacate Grande se erosiona extensivamente, y los valles profundos se extienden desde la cumbre del cerro a la base del volcán.
La isla pertenece al municipio Amapala en el departamento Valle.
| 1. Coyolito (623) 2. El Zope (459) 3. La Flor (342) 4. La Pintadillera (763) 5. Los Langues (297) 6. Puerto Grande (1048) 7. Playa o Punta Novillo (370) |

## Playas
Puerto Grande
- Playa Hiotillo

Playa o Punto Novillo
- Playa de Novillo

El Ajustillo
- Playa El Ajustillo

Coyolito
- Playa San Antonio

El Zope
- Playa Villa del Sol, en el Golfo del Zope
- Playa Blanca
- Playa Brava (Playa del Pescozón)
- Playa Secundino
- Playa Las Gaviotas
- Playa El Cedro
- Playa del Muerto
- Playa Guayaba Dorada
- Playa de La Guayaba

La Pintadillera
- Alrededor de Cerro Rocamel
  - Playa de Carey
  - Playa de La Calera

## Islas Satélites (Islote)
Los Langues
- Isla Güegüensi

Puerto Grande
- Isla Santa Elena (golfo de Fonseca)

La Flor
- Isla Tigritos

El Zope
- Isla mareal sin denominación {13°18'38.4"N 87°35'33.0"W}
- Isla de Las Almejas

Su nombre se le atribuye a estar compuesta de una composición de la arena por exoesqueletos de animales marinos, en particular de las almejas, en el norte de la isla.  También su playa en el norte de la isla, asemeja la forma de una almeja.
- Isla de La Vaca (El Padre, del Padre, Cementerio, de los muertos, Isla Jacobo Corea)

Este islote actualmente tiene el uso del suelo como cementerio comunitario de Amapala. 
- Isla del Amor (golfo de Fonseca) (o Isla de Pájaros)

Posee una silueta de corazón visto desde oriente.

## Estero
Los Langues
- Noroeste: Estero El Lagarto.
- Norte: Estero Los Langues.
- Noreste: Estero del Espino.
- Este: Estero El Jicaro.

## Puntas
- Punta Novillo
- Punta de Tamal

Puntas del golfo del Zope
- Punta del Zope
- Punta del Chivo
- Punta Borbollón
- Punta Brava
- Punta Secundino
- Punta Brava (Punta El Moto)

## Ríos
- Quebrada de la Presa
- Quebrada Puerto de Sierra.

## Volcán
La isla Zacate Grande es una isla volcánica extinta, de la cual emerge del fondo oceánico, en el punto caliente del Arco volcánico centroamericano.
Conos satélites
- Cono volcánico satélite Cerro Rocamel
- Cono volcánico satélite Cerro de Isla Güegüensi
- Al menos otros 5 Conos satélites[7]

Es un cráter secundario o adventicio (o conducto secundario), formado en su flanco o lateral del cono volcánico.